# Karol Gröll
Karol Michał Gröll (także w pisowni nazwiska Grell albo Groell, ur. 1770 w Warszawie, zm. 21 lipca 1852 tamże) – sztycharz, rytownik, miniaturzysta, chemik, muzyk, wynalazca, przedsiębiorca i pisarz polski pochodzenia niemieckiego.

## Życiorys

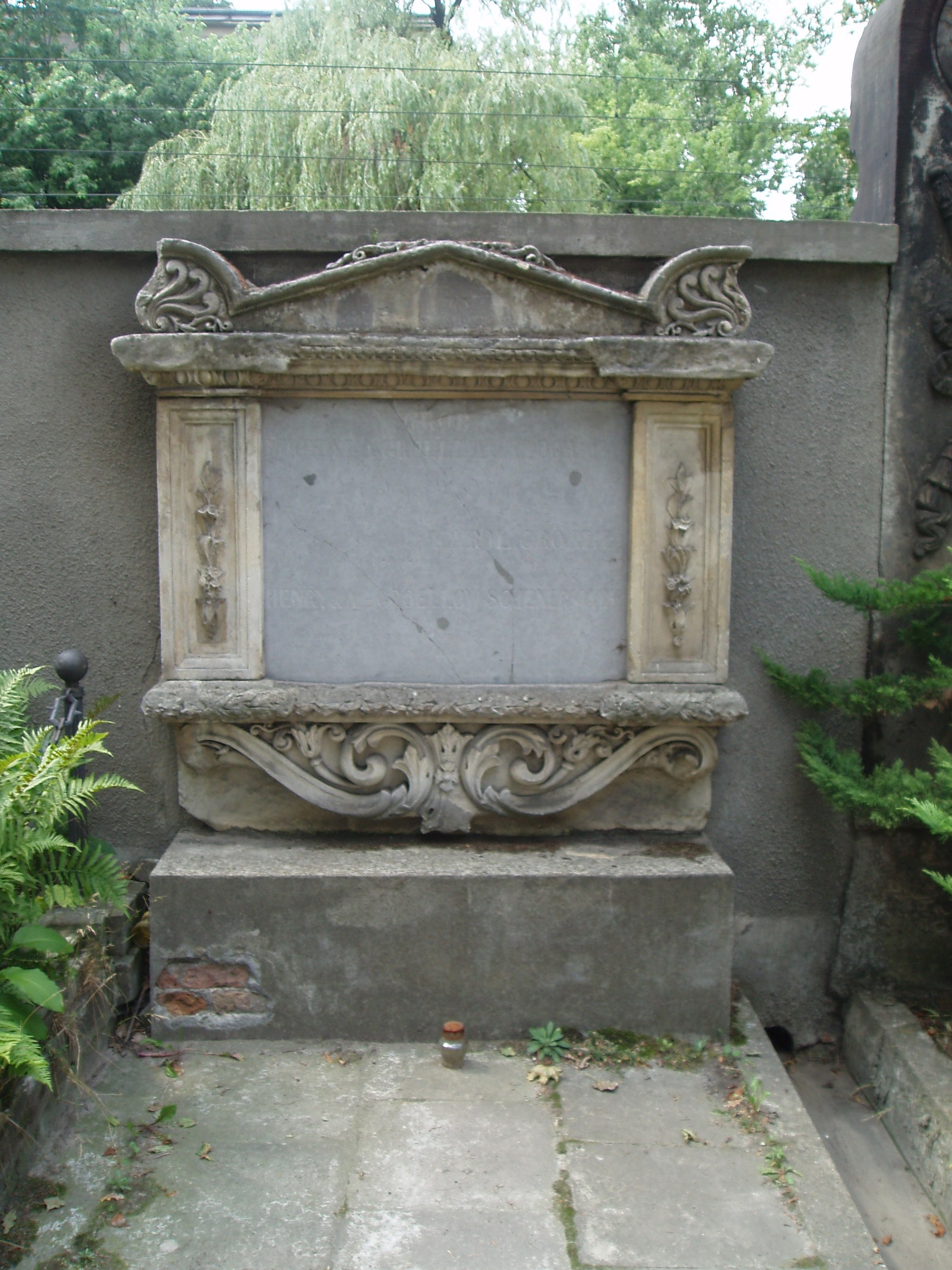
Grób Gröllów na cmentarzu ewangelicko-augsburskim w Warszawie

Syn Michaela Grölla, warszawskiego księgarza, członek loży masońskiej. Ojciec skierował go do zawodu ilustratora, pierwsze nauki pobierał u Bogumiła Schiffera, nadwornego malarza warszawskiego starosty Alojzego hrabiego Brühla. Później uczył się sztycharstwa w Dreźnie (1787, u M. Keyla) i w Berlinie (1787–1790, u Daniela Chodowieckiego), studiując jednocześnie malarstwo i rysunek z natury w Akademii Berlińskiej.
Po powrocie do Warszawy pracował w ojcowskiej drukarni jako ilustrator i miniaturzysta. Nawiązał też w tym czasie, dzięki popularności ojca, liczne kontakty z ważnymi osobistościami i artystami; m.in. w latach 1790–1796 pracował dla dworu królewskiego. Wtedy także zawarł związek małżeński z siostrą fabrykanta, wytwórcy dywanów na Solcu, Gejsmera. Małżeństwo nie trwało długo, Johanna Magdalena Geysmer zmarła przy porodzie 29 gru 1798.
Od 1804 przebywał w Anglii, gdzie rozwijał swoją wiedzę i praktykę w dziedzinie sztycharstwa, tam też opracował technologię wytwarzania specjalnej farby do malowania porcelany. Patent na tę technologię sprzedał w Anglii za 1000 ówczesnych złotych.
Wraz z Michałem Kleofasem Ogińskim, kompozytorem polonezów, opracował ulepszenie harfy, polegające na wyposażeniu jej w pedały. Sprzedaż praw do tego wynalazku przyniosła mu dochód w wysokości 10 tysięcy złotych (według innych źródeł – 30 tysięcy).
Do Warszawy wrócił w bliżej nie dającym się ustalić czasie, w okresie Księstwa Warszawskiego (1807–1815). Przyjęty 8 stycznia 1815 jako członek korespondent do Towarzystwa Warszawskiego Przyjaciół Nauk przebywał w latach 1815–1817 ponownie w Anglii, dostarczając informacji na tematy ekonomiczne związane m.in. z bankowością. W późniejszych latach, po śmierci żony (prawdopodobnie w 1818) przebywał w Europie Zachodniej (Niemcy, Francja, Holandia i Anglia), założywszy w Anglii dochodową wytwórnię narzędzi fabrycznych. Do Warszawy wrócił w 1828, wyjeżdżając jednak dość często za granicę; od 1834 w Warszawie przebywał już stale, zajmując się wynalazkami technicznymi i działalnością w przemyśle. Między innymi w 1836 opracował maszynę do produkcji cegieł i dachówek, a wspólnie z Filipem de Girard ulepszał maszyny przędzalnicze, tzw. „girardowskie” (albo „żyrardowskie”).
Ostatni okres życia Karol Gröll spędził zapomniany i osamotniony, czemu sprzyjać miały jego rzekome dziwactwa i skłonności do izolacji od otoczenia. Pochowany został w rodzinnym grobowcu na warszawskim Cmentarzu Ewangelicko-Augsburskim (aleja 2, grób 2).